# Lillångtjärnen
Lillångtjärnen är en sjö i Krokoms kommun i Jämtland och ingår i Indalsälvens huvudavrinningsområde. Lillångtjärnen ligger i Oldflån-Ansätten Natura 2000-område.